# Empire Earth
Empire Earth é uma franquia de jogos eletrônicos de estratégia em tempo real desenvolvidos pela Stainless Steel Studios e Mad Doc Software lançados entre os anos de 2001 a 2007, o jogo foi desenvolvido por Rick Goodman, um dos designers de jogos da série Age of Empires.

## Jogos
| Título              | Ano  | Plataforma        | Expansões                   |
| ------------------- | ---- | ----------------- | --------------------------- |
| Empire Earth        | 2001 | Microsoft Windows | The Art of Conquest (2002)  |
| Empire Earth II     | 2005 | Microsoft Windows | The Art of Supremacy (2006) |
| Empire Earth Mobile | 2005 | J2ME              |                             |
| Empire Earth III    | 2007 | Microsoft Windows |                             |